# Bhognalli, Afzalpur
Bhognalli là một làng thuộc tehsil Afzalpur, huyện Gulbarga, bang Karnataka, Ấn Độ.